# ありがとう (新山詩織の曲)
「ありがとう」は、2015年3月18日、ビーイングから発売された新山詩織の6枚目のシングル。

## 解説
歌詞は自身の友人に向けた感謝の気持ちをつづったもので、出会いと別れ、それらが交差する時期「春」に届けられる楽曲は、普段中々言えない言葉である「ありがとう」という素直な気持ちを優しいメロディーにのせて表現されている。初回限定版は表題曲のプロモーション・ビデオを、LIVE盤には2014年12月12日に東京・UNITで行われた「しおりごと ～acoustic version～」から5曲のライブ映像を収めたDVDを付属。
山陰中央テレビ「第36回まつえレディースハーフマラソン」テーマ曲及びチバテレビ「MUSIC LAUNCHER」3月度エンディングテーマ。本作を引っ提げて、4月4日放送分のフジテレビ「ミュージックフェア」に初出演した。
本作のドラムパートは打ち込みであるが、ベストアルバム「しおりごと -BEST-」では表題曲の別バージョンが収録されており、このバージョンは笹路正徳による編曲で河村“カースケ”智康がドラムを担当している。

## 収録曲
全作詞：新山詩織

### CD
1. ありがとう
作曲・編曲：山下洋介[1]
2. シャボン玉みたいに
作曲：新山詩織　編曲：笹路正徳
3. ありがとう (instrumental)

### DVD
初回限定盤
1. ありがとう (Music Video)

LIVE盤
1. Looking For The Sky
作曲：新山詩織・藤本貴則
2. 分かってるよ
作曲：新山詩織
3. たんぽぽ
作曲：新山詩織
4. 絶対
作曲：新山詩織
5. ゆれるユレル
作曲：新山詩織・RYOTARO

## レコーディング参加
- 新山詩織 - ボーカル、アコースティックギター
  - 山下洋介 - アコースティックギター(#1)
  - 土方隆行 - ギター
  - 美久月千晴 - ベース
  - 河村“カースケ”智康 - ドラム (#2)